# Nokia 5610 XpressMusic
Nokia 5610 XpressMusic – rozsuwany telefon z serii XpressMusic produkowany przez fińskie przedsiębiorstwo Nokia, który został zaprezentowany w sierpniu 2007 i wprowadzony na rynek w grudniu. Działa na autorskim systemie producenta Series 40. Sprzedawana była w dwóch wersjach kolorystycznych: czerwonej oraz niebieskiej. Poza standardową klawiaturą telefon posiada „przesuwany przełącznik” znajdujący się pod wyświetlaczem.

## Dane techniczne[1]
Telefon posiada ekran 2.2" o rozdzielczości 240 × 320 px. Pamięć wewnętrzna urządzenia wynosi 20 MB i jest ona rozszerzalna za pomocą kart microSD do 4GB. Posiada tylni aparat o matrycy 3.2 Mpx z lampą błyskową LED, nagrywający filmy w rozdzielczości 640x480, oraz przedni aparat o matrycy 0.1 Mpx. Telefon jest również wyposażony w łączność GSM, WCDMA, HSCSD oraz (E)GPRS, a także Bluetooth w wersji 2.0.

## Obecność w kulturze
Telefon został również pokazany w klipie muzycznym zespołu Panic! at the Disco – That Green Gentleman (Things Have Changed).